# Grega Žemlja
Grega Žemlja (n. 29 de septiembre de 1986) es un tenista profesional esloveno representante del Equipo de Copa Davis de Eslovenia.

## Torneos deGrand Slam

### Clasificación
| Australian Open                                                                                         | 1r | -  | 1r | 1r | -  | 0-2 | 0 |
| Roland Garros                                                                                           |    | -  | -  | 2r | -  | 1-1 | 0 |
| Wimbledon                                                                                               |    | 2r | 2r | -  | 1r | 2-3 | 0 |
| US Open                                                                                                 |    | 3r | -  | -  | -  | 2-1 | 0 |
| Total                                                                                                   | 0  | 0  | 0  | 0  | 0  | 5-8 | 0 |
| Leyenda: G: Torneo ganado; F: Finalista; SF: Semifinalista; CF: Cuartos de final; G-P: Ganados-Perdidos |    |    |    |    |    |     |   |

## Torneos ATP

### Finalista
| Leyenda                   |
| Grand Slam (0)            |
| ATP World Tour Finals (0) |
| ATP Masters 1000 (0)      |
| ATP World Tour 500 (0)    |
| ATP World Tour 250 (0)    |

| N.º | Date                  | Torneo         | Superficie | Oponente en la final  | Marcador final |
| --- | --------------------- | -------------- | ---------- | --------------------- | -------------- |
| 1.  | 21 de octubre de 2012 | Viena, Austria | Dura (i)   | Juan Martin del Potro | 5-7, 3-6       |